# Reisach (Trausnitz)

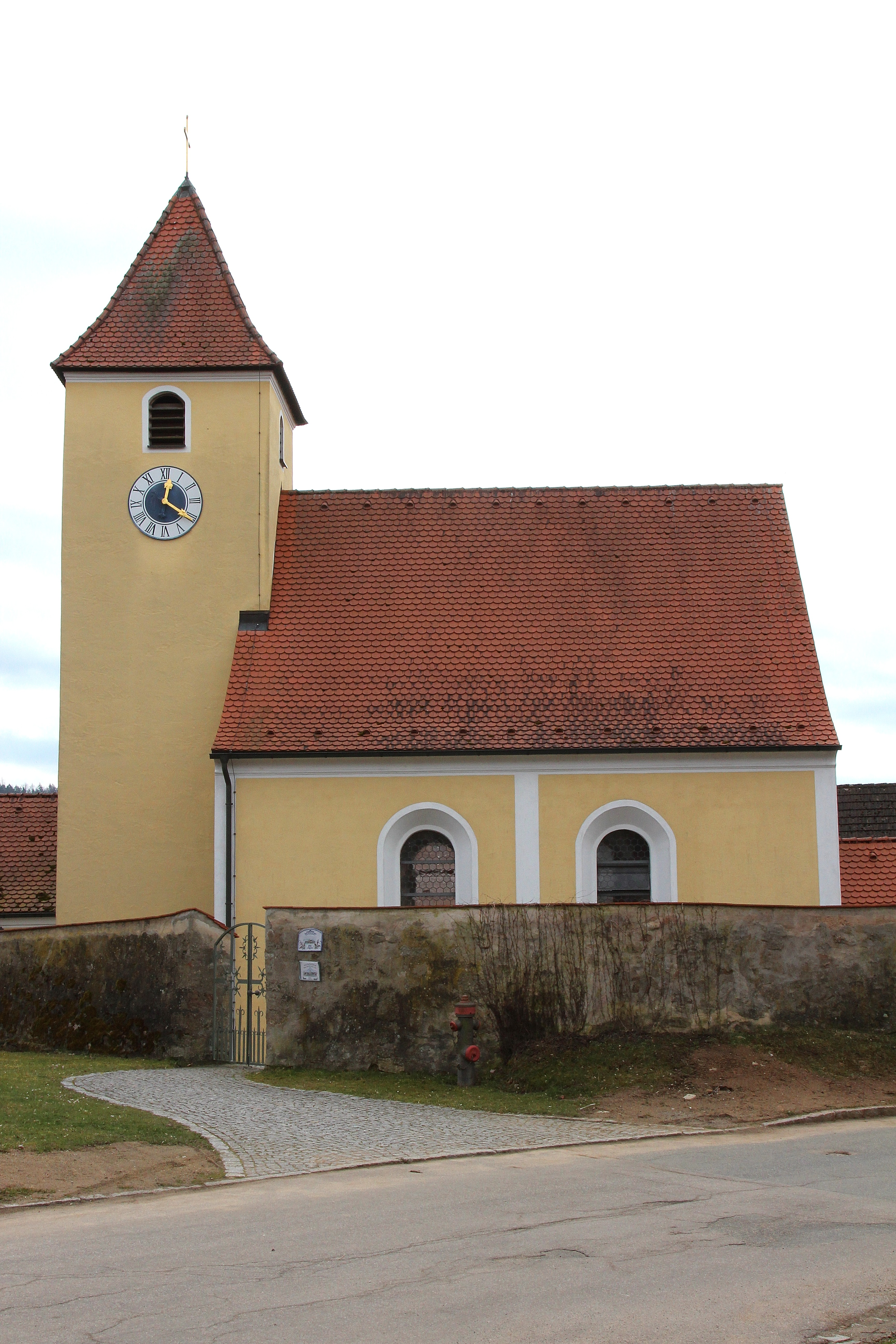
St. Peter und Paul (2016)

Reisach ist ein Ortsteil der Gemeinde Trausnitz im Landkreis Schwandorf.

## Geographie
Reisach liegt im mittleren Oberpfälzer Wald, rund 1,5 km nordöstlich der Ortschaft Trausnitz auf einer Höhe von 465 Metern in 500 m Entfernung zum Fluss Pfreimd. Reisach ist über die sogenannte Seestraße zu erreichen, die um den Pfreimdstausee führt.

## Geschichte
1280 hatten die Paulsdorfer eine Reihe von Besitzungen an der Pfreimd, darunter auch Reisach. Am Ende des 14. Jahrhunderts verkauften sie ihr oberes und unteres Haus zu Tännesberg mit allen Besitzungen an die pfälzischen Wittelsbacher. 1714 kaufte Thomas Freiherr von Quentel das Landsassengut Trausnitz. Eine Auflistung aus dieser Zeit berichtet von einer Familie in Reisach. Der andere Teil von Reisach gehört zum Pflegamt Tännesberg. Ein Verzeichnis aus der Mitte des 16. Jahrhunderts listet 2 Anwesen auf, die zum Landrichteramt Leuchtenberg gehörten. Um die Mitte des 18. Jahrhunderts gehörte Reisach zum Landrichteramt Leuchtenberg. In Reisach gab es 16 Anwesen und ein Hirtenhaus. Die Filialkirche Peter und Paul gehörte zur Pfarrei Leuchtenberg.

## Kirche
Die katholische Kirche Peter und Paul, die ursprünglich gotisch war, wurde im späten 18. Jahrhundert verändert. Ein eingezogener dreiseitig geschlossener Chor mit Tonnengewölbe und ein Turm mit Pyramidendach befinden sich in dem Gotteshaus. Der Hochaltar mit zwei Säulen und seitlichem Schweifwerk stammt wie die Kanzel aus dem späten 18. Jahrhundert.

## Steuerdistrikt und Gemeindebildung
Das Königreich Bayern wurde 1808 in 15 Kreise eingeteilt. Diese Kreise wurden nach französischem Vorbild nach Flüssen benannt (Naabkreis, Regenkreis, Unterdonaukreis usw.). Die Kreise gliederten sich in Landgerichtsbezirke. Die Bezirke wiederum sollten in einzelne Gemeindegebiete eingeteilt werden. 1808 wurde das Landgericht Vohenstrauß in 47 Steuerdistrikte eingeteilt. Einer davon war der Distrikt Großenschwand mit den Dörfern Reisach, Weinrieth, Großenschwand und der Einöde Tanzmühle. Im Landgericht Vohenstrauß bestand 1821 die Gemeinde Reisach, bestehend aus den Orten Reisach mit 27 Familien und Weinrieth mit 8 Familien. 1830 wurde die eigenständige Gemeinde Reisach aufgelöst und in die Gemeinde Döllnitz mit Bernrieth mit Tanzmühle und Thonmühle eingegliedert. 1946 erfolgte die Umgemeindung von Reisach nach Trausnitz im Landkreis Nabburg.